# Fargo (Dakota del Nord)
Fargo è un comune (city) degli Stati Uniti d'America e capoluogo della contea di Cass nello Stato del Dakota del Nord. La popolazione era di 105 549 abitanti al censimento del 2010, il che la rende la città più popolosa dello stato. Fargo, insieme alla città gemella di Moorhead, nel Minnesota, così come le città adiacenti di West Fargo nel Dakota del Nord e Dilworth nel Minnesota, formano l'area metropolitana di Fargo-Moorhead, che al 2016 possedeva una popolazione di 238 124 abitanti. Nel 2014, la rivista Forbes ha classificato Fargo come la quarta città più veloce in crescita negli Stati Uniti.
Fondata nel 1871 sulla pianura alluvionale del Red River del Nord, Fargo è un centro culturale, della vendita al dettaglio, sanitario, educativo e industriale per la parte orientale del Dakota del Nord e per il nord-ovest del Minnesota. Inoltre, Fargo è la sede della North Dakota State University.

## Geografia fisica
Secondo lo United States Census Bureau, la città ha una superficie totale di 126,45 km², dei quali 126,45 km² di territorio e 0 km² di acque interne (0% del totale).

## Storia

### Le origini
Parte del territorio dei Sioux (Dakota), l'area dove oggi sorge Fargo era un punto di sosta per i vaporetti che attraversano il Red River negli anni 1870 e 1880. La città originariamente si chiamava "Centralia", ma più tardi le fu cambiato il nome in "Fargo", in onore del direttore della Northern Pacific Railway e fondatore della Wells Fargo, William Fargo (1818-1881). L'area iniziò a prosperare dopo l'arrivo della Northern Pacific Railway e la città divenne nota come la "Porta dell'Ovest". Durante gli anni 1880 Fargo divenne nota come la "capitale del divorzio" del Midwest a causa delle leggi sul divorzio.
Un incendio importante colpì la città il 7 giugno 1893, distruggendo 31 blocchi del centro di Fargo, ma la città fu subito ricostruita con nuovi edifici di mattoni, strade nuove e un sistema idrico. Più di 246 nuovi edifici furono costruiti in un anno. C'erano diverse versioni riguardanti la causa dell'incendio. Il North Dakota Agricultural College fu fondato nel 1890 come land-grant university del Dakota del Nord, diventando il primo accreditato dalla North Central Association nel 1915. Nel 1960, la NDAC divenne nota come North Dakota State University.

### XX secolo
All'inizio del secolo, l'industria automobilistica fiorì, e nel 1905, Fargo era la sede della Pence Automobile Company. L'area metropolitana di Fargo-Moorhead subì un boom dopo la seconda guerra mondiale e la città era cresciuta rapidamente nonostante un violento tornado nel 1957, che distrusse gran parte dell'estremità nord della città. Tetsuya Theodore Fujita, famoso inventore della Scala Fujita, analizzò le immagini del tornado di Fargo, che lo aiutarono a sviluppare le sue idee per la "nuvola di parete" e la "nuvola di coda". Questi erano i primi termini descrittivi scientifici principali associati ai tornadi. L'arrivo di due autostrade (l'I-29 e l'I-94) rivoluzionò i viaggi nella regione e spinse la crescita di Fargo a sud e ad ovest dei confini della città. Nel 1972, il West Acres Shopping Center, il più grande centro commerciale del Dakota del Nord, fu costruito vicino all'incrocio delle due autostrade. Questo centro commerciale sarebbe diventato il catalizzatore per la crescita della vendita al dettaglio nell'area.

### Giorni d'oggi
Fargo continuò ad espandersi rapidamente e costantemente. Dalla metà degli anni '80, la maggior parte della nuova crescita residenziale si è verificata nelle zone sud e sud-ovest della città a causa dei vincoli geografici sul lato nord. I distretti commerciali più importanti della città sul lato sud-ovest hanno altresì visto un rapido sviluppo.
Il centro di Fargo è stato gentrificato, processo causato in parte dagli investimenti sulla città e dagli sviluppatori privati della zona rinascimentale. La maggior parte dei quartieri più vecchi, come Horace Mann, hanno evitato il declino o sono stati rivitalizzati attraverso la riabilitazione delle abitazioni promosse dalle agenzie di pianificazione per rafforzare il nucleo della città.
La NDSU è cresciuta rapidamente in un'unica università di ricerca e costituisce una componente importante dell'identità e dell'economia della città. La maggior parte degli studenti vive fuori campus nel quartiere Roosevelt circostante. L'università ha stabilito una presenza in centro attraverso sia edifici accademici che abitazioni. Inoltre, il NDSU Bison Football è diventato uno sport importante tra molti residenti in zona.
Fin dalla fine degli anni '90, l'area metropolitana di Fargo-Moorhead ha costantemente avuto uno dei tassi di disoccupazione più bassi tra le aree metropolitane degli Stati Uniti. Accoppiato con il basso tasso di criminalità di Fargo e con la fornitura decente di alloggi a prezzi accessibili nella comunità, questo ha spinto la rivista Money a classificare la città vicino al vertice della sua lista annuale delle città più abitabili dell'America durante la fine degli anni '90 e all'inizio degli anni 2000.

## Monumenti e luoghi d'interesse

### Architetture religiose
- Diocesi di Fargo

## Società

### Evoluzione demografica
Secondo il censimento del 2010, la popolazione era di 105 549 abitanti.

### Etnie e minoranze straniere
Secondo il censimento del 2010, la composizione etnica della città era formata dal 90,2% di bianchi, il 2,7% di afroamericani, l'1,38% di nativi americani, il 2,97% di asiatici, lo 0,04% di oceaniani, lo 0,62% di altre etnie, e il 2,09% di due o più etnie. Ispanici o latinos di qualunque razza erano il 2,19% della popolazione.

## Cultura

### Istruzione

#### Università
Fargo è sede della North Dakota State University.

### Media
Nel videogioco Grand Theft Auto V, la cittadina di Luddendorf è basata su Fargo e il North Yankton sul Dakota del Nord.

#### Stampa
Il quotidiano locale è il The Forum of Fargo-Moorhead.

### Cinema
La città ha dato il nome al celebre film Fargo del 1996 dei fratelli Coen, premiato agli Oscar e al Festival di Cannes, oltre che all'omonima serie televisiva del 2014, prodotta dagli stessi fratelli Coen. Nonostante il titolo, il film è ambientato prevalentemente a Minneapolis e in genere nel Minnesota, e nessuna delle scene è stata girata effettivamente a Fargo.

## Amministrazione

### Gemellaggi
- Hamar
- Vimmerby
- Martin